# Круглое (Великобурлукский район)
Круглое (укр.  Кругле), село,
Чорненский сельский совет,
Великобурлукский район,
Харьковская область.
Код КОАТУУ — 6321485511.

## Географическое положение
Село Круглое находится в начале балки Петухов Яр, на расстоянии в 1 км расположено село Должанка.

## История
- В 1966 году село называлось Кругленькое и входило в Чёрненский сельский совет (Харьковская область).
- Село ликвидировано в связи с переселением жителей в 1997 году [2].